# Pere Muntanyola i Carner
Pere Muntanyola i Carner (Barcelona, 10 de febrer de 1872– novembre de 1948) fou un periodista, empresari i polític català.

## Biografia
Fill de Antoni Muntanyola i Portabella natural de Barcelona i de Carme Carner i Cassart natural de Sant Feliu de Codines. De ben jove col·laborava a les revistes La Renaixensa i Lo Catalanista, el 1886 fou membre del Centre Escolar Catalanista, el 1892 de l'Associació de Propaganda Catalanista i el 1894 va escriure amb Enric Prat de la Riba el Compendi de la doctrina catalanista. Va impulsar l'empresa Edicions Catalanes SA, va finançar La Veu de Catalunya i fou membre de l'Ateneu Barcelonès.
Políticament el 1895 va militar al Centre Català, però el 1911 fou escollit regidor de l'ajuntament de Barcelona pel districte 2 per la Lliga Regionalista, de la que el 1915 formarà part de la seva junta directiva. Després de la guerra civil espanyola va assessorar empreses del sector metal·lúrgic i va ser president de l'Associació de la Premsa.